# Текесский сельский округ
Текесский сельский округ (каз. Текес ауылдық округі) — административная единица в составе Райымбекского района Алматинской области Казахстана. Административный центр — село Текес. 
Население — 4911 человек (2009; 5011 в 1999). 

## Административное устройство
| Населённый пункт | Население, лиц (1999) | Население, лиц (2009) |
| ---------------- | --------------------- | --------------------- |
| Жанатекес, село  | 442                   | ▲505                  |
| Текес, село      | 4569                  | ▼4406                 |